# FF Близнецов
FF Близнецов (лат. FF Geminorum) — одиночная переменная звезда в созвездии Близнецов на расстоянии (вычисленном из значения параллакса) приблизительно 7 888 световых лет (около 2 418 парсек) от Солнца. Видимая звёздная величина звезды — от +15,4m до +12,2m.

## Характеристики
FF Близнецов — красно-оранжевый гигант, углеродная пульсирующая полуправильная переменная звезда (SR) спектрального класса C7,3e(N). Радиус — около 111,2 солнечных, светимость — около 1747,408 солнечных. Эффективная температура — около 3539 К.